# Domenico Capello
Domenico Capello (né en 1888 à Turin et mort en 1950 dans la même ville) est un joueur international italien de football, qui jouait au poste de milieu de terrain.

## Biographie

### Club
Il fait ses débuts dans le Campionato Federale (ancêtre de la Serie A) sous les couleurs du Torino FC le 27 novembre 1910, lors d'une victoire sur l'Andrea Doria par 2-1. Il rejoint ensuite un deuxième club turinois, le Piemonte Football Club, puis un troisième, le FBC Juventus.
Son dernier match en championnat d'Italie (Prima Categoria) a lieu le 29 novembre 1914, lorsque la Juventus est battue 7 à 2 lors du derby contre le Torino, son ancien club.

### Sélection
Il évolue pour deux seuls matchs en sélection, le premier match historique de l'équipe nationale italienne, le 15 mai 1910 à l'Arena di Milano contre la France, qu'elle bat 6-2. Son second et dernier match en sélection est lors d'une défaite 6-1 contre la Hongrie à Budapest le 26 mai.